# 3-溴吡啶
3-溴吡啶是一种有机化合物，为溴吡啶的同分异构体之一，化学式为C5H4BrN。它可由吡啶、溴与发烟硫酸反应得到，反应中，发烟硫酸所含的三氧化硫用于活化吡啶。